# Val di Rhêmes
Het Val di Rhêmes / Val de Rhêmes is een bergdal in de Noord-Italiaanse regio Aostadal.
Het dal dat door de rivier de Doire de Rhêmes is uitgesleten opent zich bij Arvier in de centrale Aostavallei. In het dal liggen twee kleine gemeenten: Rhêmes-Notre-Dame (112 inw.) en Rhêmes-Saint-Georges (195 inw.). Het oostelijke deel van de vallei behoort tot het nationaal park Gran Paradiso. Aan het einde van het dal ligt de markante spits van de Granta Parei met de uitgestrekte Rhêmes-Golettegletsjer.

## Gemeenten in het dal
- Rhêmes-Saint-Georges
- Rhêmes-Notre-Dame

## Belangrijkste bergtoppen
- Becca di Tos (3304 m)
- Grande Rousse Nord (3607 m)
- Granta Parei (3386 m)
- Punta Bioula (3414 m)